# (De eso no se habla)
(De eso no se habla) es un pódcast de no ficción narrativa español dirigido por la escritora y documentalista sonora Isabel Cadenas Cañón que estrenó su primer episodio el 24 de mayo de 2020, durante la pandemia de COVID-19. El hilo conductor del pódcast está relacionado con la memoria histórica española. Ha recibido, entre otros, una mención del jurado en los Premios Ondas Globales del Podcast 2020, el X Premio Internacional de Periodismo Colombine y el Premio de la Asociación de Periodistas de Investigación.

## Historia
El 24 de mayo de 2020, durante la pandemia por COVID-19, Isabel Cadenas lanzó el primer episodio de (De eso no se habla). Este capítulo se tituló "Silencio de radio" y consistió en un ensayo sonoro acerca del estado de alarma a partir de grabaciones realizadas por la propia Cadenas desde su balcón, en la ciudad de Madrid, durante los meses de confinamiento.
En su fase de desarrollo, fue el único proyecto europeo seleccionado para formar parte del PRX & Google Podcasts Creator Program, un programa destinado a fomentar la producción de pódcast que visibilicen voces infrarrepresentadas dentro de la escena internacional.
La primera temporada se estrenó el 27 de septiembre de 2020 y consta de 7 episodios. La segunda temporada de (De eso no se habla) se estrenó el 15 de octubre de 2023, después de dificultades de producción y financiación que han retrasado dos años la reaparición del proyecto. Esta segunda temporada ha recibido el apoyo del Ministerio de Cultura y, recientemente, desde el proyecto han abierto una campaña de suscripciones dirigida a su comunidad de oyentes.

### Temáticas
El formato del pódcast se encuentra a medio camino entre la crónica, el ensayo y el documental. La temática varía en cada capítulo, son relatos cerrados que abordan las historias tras los silencios personales y colectivos. El hilo conductor está relacionado con la memoria histórica española.

## Episodios
| Temporada | Temporada         | Episodios | Episodios | Emisión original      | Emisión original       |
| Temporada | Temporada         | Episodios | Episodios | Primera emisión       | Última emisión         |
| --------- | ----------------- | --------- | --------- | --------------------- | ---------------------- |
|           | Primera temporada | 7         | 7         | 24 de mayo de 2020    | 6 de diciembre de 2020 |
|           | Segunda temporada | 7         | 7         | 15 de octubre de 2023 | -                      |

### Primera temporada
| Núm      | Título                    | Resumen | Fecha de emisión         |
| -------- | ------------------------- | --- | ------------------------ |
| Especial | Silencio de radio         | Cuando en Madrid comenzó la cuarentena, Isabel Cadenas Cañón grabó desde su balcón lo que pasaba afuera                                                       | 24 de mayo de 2020       |
| 0        | Prólogo                   | Presentación de la temporada | 21 de septiembre de 2020 |
| 1        | Preguntan por ti          | La historia de los silencios de la madre de Rosana, una mujer que se atrevió a romper las normas de su tiempo.                                                | 27 de septiembre de 2020 |
| 2        | Jadiya                    | Jadiya graba su día a día de su vida actual en un campamento para refugiados saharauis.                                                                       | 11 de octubre de 2020    |
| 3        | Una placa en mi pueblo    | Episodio que narra la historia de Las 11 de Basauri, un hecho histórico que cambió la vida de las mujeres en España.                                          | 25 de octubre de 2020    |
| 4        | El hijo del alemán        | La historia de un padre y un hijo, las cosas que los separan, los silencios y las coincidencias que atraviesan la historia europea del siglo XX.              | 8 de noviembre de 2020   |
| 5        | Seis barrotes             | Un episodio grabado en la cárcel de Zaballa, en Álava, sobre la vida de las presas.                                                                           | 2 de noviembre de 2020   |
| 6        | Un agujero en el silencio | La historia personal de Emilio Silva, la primera persona en nuestro país que consiguió hacer una exhumación pública, con métodos científicos, en el año 2020. | 6 de diciembre de 2020   |

### Segunda temporada
| Núm | Título                     | Invitada | Fecha de emisión        |
| --- | -------------------------- | --- | ----------------------- |
| 0   | Prólogo                    | Presentación de la temporada: Calderón | 15 de octubre de 2023   |
| 1   | Perdidas. Cara A: Consuelo | La historia de Consuelo y su experiencia en el Patronato de Protección a la Mujer.                                                                                               | 22 de octubre de 2023   |
| 2   | Perdidas. Cara B: Dolores  | Loli sale de una institución para madres solteras donde ingresa cuando es solo una adolescente. Cuando descubre internet, busca pruebas que le ayuden a reconstruir su historia. | 29 de octubre de 2023   |
| 3   | Jornaleras. Cara A: Rocío  | | 19 de noviembre de 2023 |
| 4   | Jornaleras. Cara B: Ana    | | 26 de noviembre de 2023 |
| 5   |                            | |                         |
| 6   |                            | |                         |
| 7   |                            | |                         |
| 8   |                            | |                         |
| 9   |                            | |                         |
| 10  |                            | |                         |

### Colaboraciones
- "Radio Victoria". Coproducción entre los pódcast (De eso no se habla) y Radio Ambulante.
- Colaboración con Last Seen, un pódcast de WBUR, la estación de NPR en Boston, donde han hecho una versión adaptada al inglés del episodio "Un agujero en el silencio".

## Reconocimientos
En 2020, el pódcast obtuvo una Mención especial del jurado en los Premios Ondas en la categoría de "Mejor podcast o programa de emisión digital" por el episodio "Preguntan por ti".
En mayo de 2021, Cadenas fue galardonada con el premio internacional de periodismo "Colombine" en su décima edición por el reportaje sonoro "Una placa en mi pueblo", episodio 3 de la serie del proyecto (De eso no se habla).
Esta pieza trata sobre el caso de «Las 11 de Basauri», diez mujeres y un hombre que iban a ser juzgados por abortar y practicar abortos en 1976 y que, tras casi diez años de juicios, su caso se convirtió en el precedente de la ley que despenalizaría el aborto en España en 1985.
El premio lo otorga la Asociación de Periodistas - Asociación de la Prensa de Almería (AP-APAL), con el patrocinio de la Fundación Unicaja y la colaboración de la Asociación de la Prensa de Madrid (APM), de la Federación de Asociaciones de Periodistas de España (FAPE), del Colegio Profesional de Periodistas de Andalucía (CPPA) y de la Fundación Carmen de Burgos, en memoria de la periodista Carmen de Burgos Seguí, “Colombine”, con el objetivo de reconocer la labor profesional de los periodistas que se ocupen de los temas relativos al papel de las mujeres en la sociedad y que quede reflejado en los medios de comunicación.
Unos meses después, en septiembre, recibió por ese mismo episodio, "Una placa en mi pueblo", el Premio de la Asociación de Periodistas de Investigación, periodismo local, premios anuales de la asociación de periodistas de Investigación (API).
También en 2021, Cadenas fue finalista en Prix Europa, el Festival Europeo de la Radiodifusión. Organizado por la emisora alemana Rundfunk Berlin-Brandenburg (RBB), es el mayor festival y concurso de televisión, en línea y radio anual de Europa y premia cada año las mejores producciones europeas de televisión, radio y en línea, con el objetivo de difundirlas por toda Europa y apoyar su distribución y uso continental. Y, ese mismo año, fue finalista en el Third Coast International Audio Festival (TCIAF o TCF), con sede en Chicago, que recopila historias sonoras de todo el mundo y las presenta en diversos medios.